# Tom DiCillo
Thomas DiCillo, detto Tom (Camp Lejeune, 14 agosto 1953), è un regista, sceneggiatore e direttore della fotografia statunitense, attivo nell'ambito del cinema indipendente.

## Biografia
DiCillo nasce nella base militare di Camp Lejeune, nel North Carolina, il 14 agosto del 1953 da padre italiano e da madre statunitense originaria del New England. Studia scrittura creativa alla Old Dominion University di Norfolk, in Virginia, e cinema alla New York University. Nel corso degli anni ottanta lavora come direttore della fotografia, in particolare per Jim Jarmusch, prima di esordire alla regia nel 1991 con Johnny Suede, un film «scanzonato e surreale» che vince il Pardo d'Oro al Festival di Locarno. Si tratta del primo ruolo da protagonista alla futura star Brad Pitt, accanto al quale si fa notare Catherine Keener, candidata per la sua interpretazione agli Independent Spirit Awards, che sarà presente anche nei successivi tre film diretti da DiCillo. Nella sua opera seconda, Si gira a Manhattan (Living in Oblivion) (1995), un'autoironica satira del cinema indipendente, DiCillo mette in scena il caotico set di un film a basso costo, guidato da un esasperato e nevrotico regista interpretato da Steve Buscemi, giocando tra realtà e finzione, sogno e incubo. Il film vince diversi premi in festival internazionali, in particolare il premio per la sceneggiatura al Sundance Film Festival.
DiCillo compie però un passo falso con il deludente Box of Moonlight (1996), interpretato da John Turturro e Sam Rockwell e non convince nemmeno con Bionda naturale (The Real Blonde) (1997), satira sul mondo della moda e dello spettacolo, con Matthew Modine e Daryl Hannah, tanto che il successivo Double Whammy (2001) viene distribuito direttamente in home video. La commedia Delirious - Tutto è possibile (2006), vincitrice di tre premi al Festival di San Sebastian (miglior regista, sceneggiatura e premio SIGNIS), segna la terza collaborazione con Steve Buscemi. L'opera successiva di DiCillo, When You're Strange (2009), è un documentario sulla band dei Doors. Si dedica poi alla regia di serie televisive.

## Filmografia

### Regista e sceneggiatore
- Johnny Suede (1991)
- Si gira a Manhattan (Living in Oblivion) (1995)
- Box of Moonlight (1996)
- Bionda naturale (The Real Blonde) (1997)
- Double Whammy (2001)
- Delirious - Tutto è possibile (Delirious) (2006)
- When You're Strange - documentario (2009)
- Down in Shadowland - documentario (2014)
- Chicago Fire - Serie TV (2012 - 2015)

### Direttore della fotografia
- Permanent Vacation, regia di Jim Jarmusch (1980)
- Underground USA, regia di Eric Mitchell (1980)
- Burroughs, regia di Howard Brookner (1983)
- Variety, regia di Bette Gordon (1983)
- Stranger Than Paradise - Più strano del paradiso, regia di Jim Jarmusch (Stranger Than Paradise, 1984)
- Robert Wilson and the Civil Wars, regia di Howard Brookner e Peter Leippe (1987)
- Robinson no niwa, regia di Masashi Yamamoto (1987)
- The Beat, regia di Paul Mones (1988)
- Laura Ley, regia di Jenne Sipman (1989)
- End of the Night, regia di Keith McNally (1990)
- Coffee and Cigarettes, regia di Jim Jarmusch (2003), episodio Strange To Meet You